# Pusté pleso
Pusté pleso nebo Dolné Pusté pleso je ledovcové jezero na dně Pusté kotliny v horní části Veľké Studené doliny ve Vysokých Tatrách na Slovensku. Má rozlohu 1,1890 ha. Je 165 m dlouhé a 93 m široké. Dosahuje maximální hloubky 6,6 m a objemu 32 079 m³. Leží v nadmořské výšce 2056 m. Je největší ze skupiny tří Pustých ples.

## Okolí
Okolí plesa je převážně kamenité, pusté, což se také stalo původem jeho názvu. Na sever od plesa se zvedá hlavní hřeben Vysokých Tater s vrcholy Svišťového štítu a Rovienkové steny, které odděluje Svišťové sedlo. Severovýchodně od plesa se nachází Malé Pusté pleso a jihovýchodně vysychající Pusté oko.

## Vodní režim
Pleso nemá povrchový přítok. Z jihozápadního konce odtéká Zbojnícky potok do Pustého oka a Zbojníckych ples, načež vytváří pravou zdrojnici Veľkého Studeného potoka. Rozměry jezera v průběhu času zachycuje tabulka:
| Rok     | Měření prováděl   | Rozloha ha | Délka m | Šířka m | Hloubka max.m | Objem m³ |
| ------- | ----------------- | ---------- | ------- | ------- | ------------- | -------- |
| 1961–67 | pracovníci TANAPu | 1,20       | 165     | 93      | 6,5           | [ 2 ]    |
| 2005    | Gregor, Pacl      | 1,1890     | [ 2 ]   | [ 2 ]   | 6,6           | 32 079   |

## Přístup
Pleso je veřejnosti přístupné pouze s horským vůdcem, když okolo něj prochází výstupová cesta od Zbojnícke chaty na Svišťový štít přes Svišťové sedlo.